# Superfast Jellyfish
"Superfast Jellyfish" és el segon senzill del tercer àlbum d'estudi del grup Gorillaz, Plastic Beach, publicat el març de 2010. Inclou la col·laboració de Gruff Rhys, cantant de la banda Super Furry Animals, i De La Soul, que ja havia col·laborat amb Gorillaz pel senzill "Feel Good Inc.".
La cançó conté samples d'un anunci publicitari del microones "Great Starts Breakfasts" de Swanson, l'any 1986.
En el canal oficial de Gorillaz a YouTube, la cançó superà els dos milions de visualitzacions sense el llançament oficial del videoclip. La seva estrena es va produir el 25 de febrer de 2010 al xou de Zane Lowe a l'emissora BBC Radio 1, i una hora després fou penjat al canal del grup a YouTube. La primera remescla oficial, realitzada per Unicorn Kid en el mateix programa el 12 d'abril de 2010.

## Llista de cançons
CD promo
1. "Superfast Jellyfish" – 2:59
2. "Superfast Jellyfish" (Instrumental) – 2:48

CD promo (Remixes)
1. "Superfast Jellyfish" (Unicorn Kid Remix) – 3:37
2. "Superfast Jellyfish" (Evil 9 Remix) – 6:10
3. "Superfast Jellyfish" (Mighty Mouse Remix) – 6:48